# 북잉그리아

북잉그리아 공화국의 기

북잉그리아 공화국(핀란드어: Pohjois-Inkerin tasavalta), 공식 명칭 키리아살로 공화국(핀란드어: Kirjasalon tasavalta)은 1919년 독립을 선포하여 1920년 볼셰비키에 패망할 때까지 짧게 존재한 잉그리아 지역의 미승인국가였다. 카렐리야 지협 남부에 있었으며, 렘팔라(Lempaala) 지역의 키리아살로(Kirjasalo) 마을을 중심지로 하여 약 30km2의 영토를 통제했다.
1917년의 10월 혁명 이후 들어선 러시아 볼셰비키 정부의 잉그리아 핀인에 대한 추방과 강제 동원에 저항한 잉그리아 핀인 반란이 이룬 조직적 활동이었다. 이는 핀란드의 범민족주의자들의 지원을 받았으며, 핀란드 친족전쟁의 일부로 간주된다. 1920년 말 볼셰비키 군대의 공세로 이들은 대거 후퇴하기 시작하였고 러시아와 핀란드 간의 타르투 조약이 맺어진 이후 지도부는 해산하고 핀란드로 피난했다.

## 같이 보기
- 잉그리아 핀인